# 終点
| ウィキペディアには「終点」という見出しの百科事典記事はありません（タイトルに「終点」を含むページの一覧/「終点」で始まるページの一覧）。 代わりにウィクショナリーのページ「終点」が役に立つかもしれません。 |